# Xã North Bryant, Quận Edmunds, Nam Dakota
Xã North Bryant (tiếng Anh: North Bryant Township) là một xã thuộc quận Edmunds, tiểu bang Nam Dakota, Hoa Kỳ. Năm 2010, dân số của xã này là 48 người.